# 松下一也 (音楽家)
松下 一也（まつした かずや、1960年6月7日 - 2004年8月23日）は日本の作曲家、キーボーディスト。

## 略歴
フリーのキーボーディストとして、様々なミュージシャンの楽曲にスタッフとして参加。並行して、アニメやゲームの劇伴も担当する。元昭和音楽大学ポピュラーピアノ実技科講師。
2004年、癌により死去。享年44。

## 作品

### セッションを行った主なミュージシャン
下記の公式HPを参照。
- 杉山清貴

### 劇伴
- ディープダンジョンIII
- Piaキャロットへようこそ!!2 DX

## 関連記事
- ゲーム音楽の作曲家一覧